# Maud Watson
Maud Edith Eleanor Watson MBE, angleška tenisačica, * 9. oktober 1864, Harrow, Anglija, † 5. junij 1946, Charmouth, Dorset, Anglija.
Trikrat se je uvrstila v finale turnirja za Prvenstvo Anglije. Leta 1884 je postala sploh prva zmagovalka turnirja, v finalu je premagala svojo sestro Lilian, naslov je ubranila tudi leta 1885, ko je premagala Blanche Bingley. Z isto tenisačico se je pomerila za naslov tudi leta 1886, ko je zmagala Bingleyjeva. 

## Finali Grand Slamov

### Posamično (3)

#### Zmage (2)
| Leto | Turnir                | Nasprotnica v finalu | Rezultat finala |
| 1884 | Prvenstvo Anglije     | Lilian Watson        | 6–8, 6–3, 6–3   |
| 1885 | Prvenstvo Anglije (2) | Blanche Bingley      | 6–1, 7–5        |

#### Porazi (1)
| Leto | Turnir            | Nasprotnica v finalu | Rezultat finala |
| 1886 | Prvenstvo Anglije | Blanche Bingley      | 3–6, 3–6        |